# Kiskinizs
Kiskinizs is een plaats (község) en gemeente in het Hongaarse comitaat Borsod-Abaúj-Zemplén. Kiskinizs telt 355 inwoners (2001).